# Сентенариу (Токантинс)

Сентенариу на карте штата.

Сентенариу (порт. Centenário) — муниципалитет в Бразилии, входит в штат Токантинс. Составная часть мезорегиона Восточный Токантинс. Входит в экономико-статистический микрорегион Жалапан. Население составляет  2 566 человек на 2010 год. Занимает площадь 1 954,699 км². Плотность населения — 1,31 чел./км².

## Демография
Согласно сведениям, собранным в ходе переписи 2010 г. Национальным институтом географии и статистики (IBGE), население муниципалитета составляет:
| Полное население                               | Полное население                               | Полное население                               | Полное население                               | 2 566 |
| ---------------------------------------------- | ---------------------------------------------- | ---------------------------------------------- | ---------------------------------------------- | ----- |
| в том числе:                                   | Городское население                            | 1 504                                          | Процент городского населения, %                | 58,61 |
|                                                | Сельское население                             | 1 062                                          | Процент сельского населения, %                 | 41,39 |
|                                                | Мужское население                              | 1 375                                          | Процент мужского населения, %                  | 53,59 |
|                                                | Женское население                              | 1 191                                          | Процент женского населения, %                  | 46,41 |
| Плотность населения, чел/км²                   | Плотность населения, чел/км²                   | Плотность населения, чел/км²                   | Плотность населения, чел/км²                   | 1,31  |
| Население муниципалитета в % к населению штата | Население муниципалитета в % к населению штата | Население муниципалитета в % к населению штата | Население муниципалитета в % к населению штата | 0,19  |

По данным оценки 2016 года население муниципалитета составляет 2 803 жителя.

## Статистика
- Валовой внутренний продукт на 2003 составляет 3.657.167,00 реалов (данные: Бразильский институт географии и статистики).
- Валовой внутренний продукт на душу населения на 2003 составляет 1.622,52 реалов (данные: Бразильский институт географии и статистики).
- Индекс развития человеческого потенциала на 2000 составляет 0,640 (данные: Программа развития ООН).

## Важнейшие населенные пункты
| № | Населённый пункт | Населённый пункт (порт.) | Категория | Население чел. (2010) | На карте                       |
| - | ---------------- | ------------------------ | --------- | --------------------- | ------------------------------ |
| 1 | Сентенариу       | Centenário               | город     | 1 504                 | 8°57′31″ ю. ш. 47°20′09″ з. д. |